# 시아오시 투포우 5세
시아오시 투포우 5세(Siaosi Tupou V, George Tupou V, 1948년 5월 4일 ~ 2012년 3월 18일)는 통가의 제5대 국왕으로, 타우파하우 투포우 4세의 아들이다. 그는 스위스와 뉴질랜드에서 초중등교육을 마치고 옥스퍼드 대학교와 샌드허스트 육군사관학교에서 교육을 받았다. 미혼이었으며, 혼외자인 딸이 한 명 있다. 1970년 6월 4일, 부왕 타우파하우 투포우 4세 군주와 함께 통가 군주국의 정식 독립을 목도한 그는 2006년 9월 1일 통가 군주 보위 등극하였으며 6년 후 2012년 3월 18일 홍콩에서 서거했다.